# La Balade irlandaise
Pour les articles homonymes, voir Balade irlandaise.
Singles de Bourvil
Mandoline
(1958) Salade de fruits
(1959)
La Ballade irlandaise est une chanson française interprétée par Bourvil en 1958.
La Ballade irlandaise, également connue sous le titre Un oranger, est une chanson française écrite par Eddy Marnay et composée par Émile Stern, interprétée pour la première fois par Bourvil en 1958. Elle repose sur la mélodie traditionnelle anglo-irlandaise The Water is Wide, collectée dès le XVIIe siècle siècle dans les pays celtiques. Cette ballade mélancolique évoque l’image d’un oranger planté sur le sol irlandais, symbole d’un amour ou d’un espoir impossible.
La chanson a rencontré un large succès en France et demeure l’une des interprétations les plus emblématiques de Bourvil. Elle a inspiré plusieurs adaptations, dont La Ballade nord-irlandaise de Renaud en 1991.